# Frederikshavn (stad)
Frederikshavn (eerder ook Flatstrand) is een stad in Denemarken met ongeveer 24.000 inwoners, en onderdeel van de gemeente Frederikshavn in Noord-Jutland.

## Verkeer en vervoer

### Vervoer over de weg
De belangrijkste weg richting Frederikshavn is de E45, deze begint in Duitsland en gaat volledig door Denemarken tot in Frederikshavn.

### Vervoer over het water
In Frederikshavn is een grote vissershaven met havencode FN. Daarnaast komen hier ook de veerboten aan die de overzet verzorgen naar Zweden en Noorwegen via diverse lijndiensten:
- Frederikshavn - Larvik (Color Line)
- Frederikshavn - Moss
- Frederikshavn - Vestero Havn
- Frederikshavn - Oslo (Stena Line)
- Frederikshavn - Göteborg (Stena Line), deze verbinding maakt "deel" uit van de E45.

## Stedenbanden
- Larvik (Noorwegen)

## Geboren
- Hugo Helsten (1894-1978), Deens gymnast
- Gustaf Nielsen (1910-1973), Deens sportschutter
- Johannes Lauridsen (1930-2006), Deens atleet
- Harald Nielsen (1941-2015), Deens voetballer
- Svend Erik Studsgaard (1947), Deens worstelaar
- Helle Thomsen (1970), Deens handbalster en handbalcoach
- Peter Møller (1972), Deens voetballer
- Lotte Kiærskou (1975), Deens handbalster

- Bibliothèque nationale de France: cb15536553r (data)
- Gemeinsame Normdatei: 4292644-0
- Library of Congress Control Number: n81103411
- MusicBrainz: 73c2e9b5-0f4e-4ab9-a399-bd802def9168
- Nationale Bibliotheek van Israël: 987007555180005171
- Système universitaire de documentation: 16631806X
- Virtual International Authority File: 248670102